# Niyazi Kızılyürek

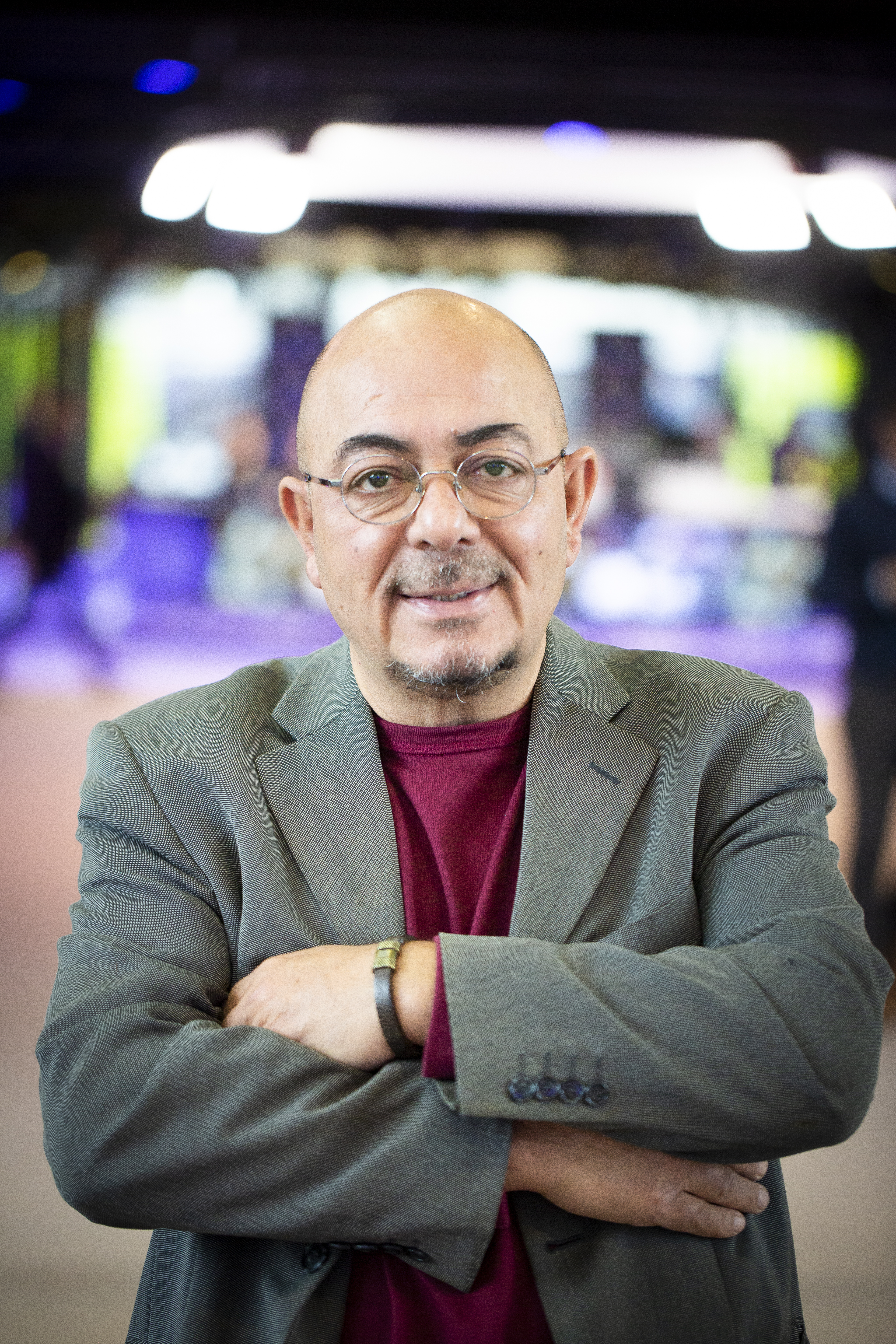
Niyazi Kızılyürek (2019)

Niyazi Kızılyürek (geboren 7. Dezember 1959 in Potamia) ist ein türkisch-zypriotischer Politikwissenschaftler und Politiker (AKEL). 
Kızılyürek ist seit 2019 Abgeordneter im Europäischen Parlament. Er gehört der Fraktion GUE/NGL an. Seine Fraktion vertritt er im Ausschuss für Kultur und Bildung, in der Delegation im Gemischten Parlamentarischen Ausschuss EU-Chile und in der Delegation für die Beziehungen zu Palästina.